# Jyväskylän Jalkapalloklubi 2010

## Stagione
Nella stagione 2010 il JJK ha disputato la Veikkausliiga, massima serie del campionato finlandese di calcio, terminando il torneo al tredicesimo posto con 27 punti conquistati in 26 giornate, frutto di 8 vittorie, 3 pareggi e 15 sconfitte. Con il tredicesimo posto in campionato il JJK ha partecipato allo spareggio promozione-retrocessione contro il Viikingit, secondo classificato in Ykkönen, vincendolo e mantenendo la categoria. In Suomen Cup è stato eliminato al quarto turno dal KuPS. In Liigacup ha perso la finale contro l'Honka ai tiri di rigore.

## Rosa
| N. |                      | Ruolo | Calciatore           |
| -- | -------------------- | ----- | -------------------- |
| 1  | Ungheria (bandiera)  | P     | Mihály Szeróvay      |
| 2  | Finlandia (bandiera) | D     | Samu Nieminen        |
| 3  | Finlandia (bandiera) | D     | Janne Hannula        |
| 4  | Finlandia (bandiera) | D     | Jarkko Okkonen       |
| 5  | Finlandia (bandiera) | D     | Juha Pasoja          |
| 6  | Finlandia (bandiera) | C     | Jukka-Pekka Tuomanen |
| 7  | Finlandia (bandiera) | D     | Anssi Viren          |
| 8  | Finlandia (bandiera) | C     | Matti Lähitie        |
| 9  | Finlandia (bandiera) | C     | Mika Lahtinen        |
| 10 | Finlandia (bandiera) | A     | Tommi Kari           |
| 11 | Finlandia (bandiera) | C     | Touko Tumanto        |

| N. |                      | Ruolo | Calciatore         |
| -- | -------------------- | ----- | ------------------ |
| 12 | Finlandia (bandiera) | P     | Sami Myllymäki     |
| 13 | Finlandia (bandiera) | D     | Tuomas Latikka     |
| 14 | Finlandia (bandiera) | D     | Jukka Sinisalo     |
| 15 | Finlandia (bandiera) | A     | Antto Tapaninen    |
| 16 | Finlandia (bandiera) | C     | Niko Markkula      |
| 18 | Finlandia (bandiera) | C     | Zakaria Abahassine |
| 19 | Finlandia (bandiera) | C     | Christian Sund     |
| 20 | Finlandia (bandiera) | A     | Mikko Hyyrynen     |
| 21 | Finlandia (bandiera) | C     | Toni Koskela       |
| 23 | Finlandia (bandiera) | C     | Patrick Poutiainen |
| 25 | Finlandia (bandiera) | A     | Lasse Linjala      |

### Staff tecnico
| Allenatore: | Kari Martonen |